# Немецька (потік)
Немецка (словац. Nemecká) — річка; ліва притока Детвянського потоку, протікає в окрузі Детва.
Довжина приблизно 7.2-7.3 км. Витік знаходиться в масиві Поляна (геоморфологічна підодиниця Детвянське передгір'я) — на висоті приблизно 675 метрів.
Протікає територією міст Гріньова і Детва. Впадає у Детвянський потік на висоті приблизно 385 метрів.